# Rio Novo (Paranapanema)
O rio Novo é um rio brasileiro do estado de São Paulo, pertence à bacia do rio Paranapanema.                                                                 
O rio Novo nasce entre os municípios de Lupércio e Ocauçu na localização geográfica, latitude 22º24'29" sul e longitude 49º52'04" oeste, a cerca de um quilômetro da rodovia federal BR-153 na localidade denominada Nova Columbia.

## Percurso
Da nascente segue em direção sudoeste (220º) do estado de São Paulo, e depois segue sempre mais ou menos paralelo a rodovia BR-153 em direção ao sul até desaguar no rio Paranapanema. 

## Banha os municípios
Passa pelos municípios de: Lupércio, Ocauçu, Campos Novos Paulista (a cidade), Ribeirão do Sul, Ibirarema e Salto Grande.

## Final
Na cidade de Salto Grande, após atravessar a rodovia estadual SP-327, se torna afluente do rio Paranapanema na localização geográfica, latitude 22º53'23" sul e longitude 49º58'45" oeste, o rio Paranapanema por sua vez é afluente do rio Paraná em Rosana. 

## Extensão
Percorre neste trajeto uma distância de mais ou menos 66 quilômetros.

### Referência
- Mapa Rodoviário do Estado de São Paulo - (2004) - DER